# Ocypus fuscatus
Ocypus fuscatus är en skalbaggsart som först beskrevs av Johann Ludwig Christian Gravenhorst 1802.  Ocypus fuscatus ingår i släktet Ocypus, och familjen kortvingar. Arten är reproducerande i Sverige.